# درانداریته
درانداریته (به بلغاری: Drandarite) یک منطقهٔ مسکونی در بلغارستان است که در تریاونا واقع شده‌است.